# Haus zur Goldenen Gans
La Haus zur Goldenen Gans (Casa dell'oca d'oro in italiano) si trova in Alter Platz nel centro storico del comune austriaco di Klagenfurt am Wörthersee nel distretto di Klagenfurt-Land, in Carinzia. Rappresenta probabilmente l'edificio storico più antico della città e risale alla fine del XV secolo.

## Storia

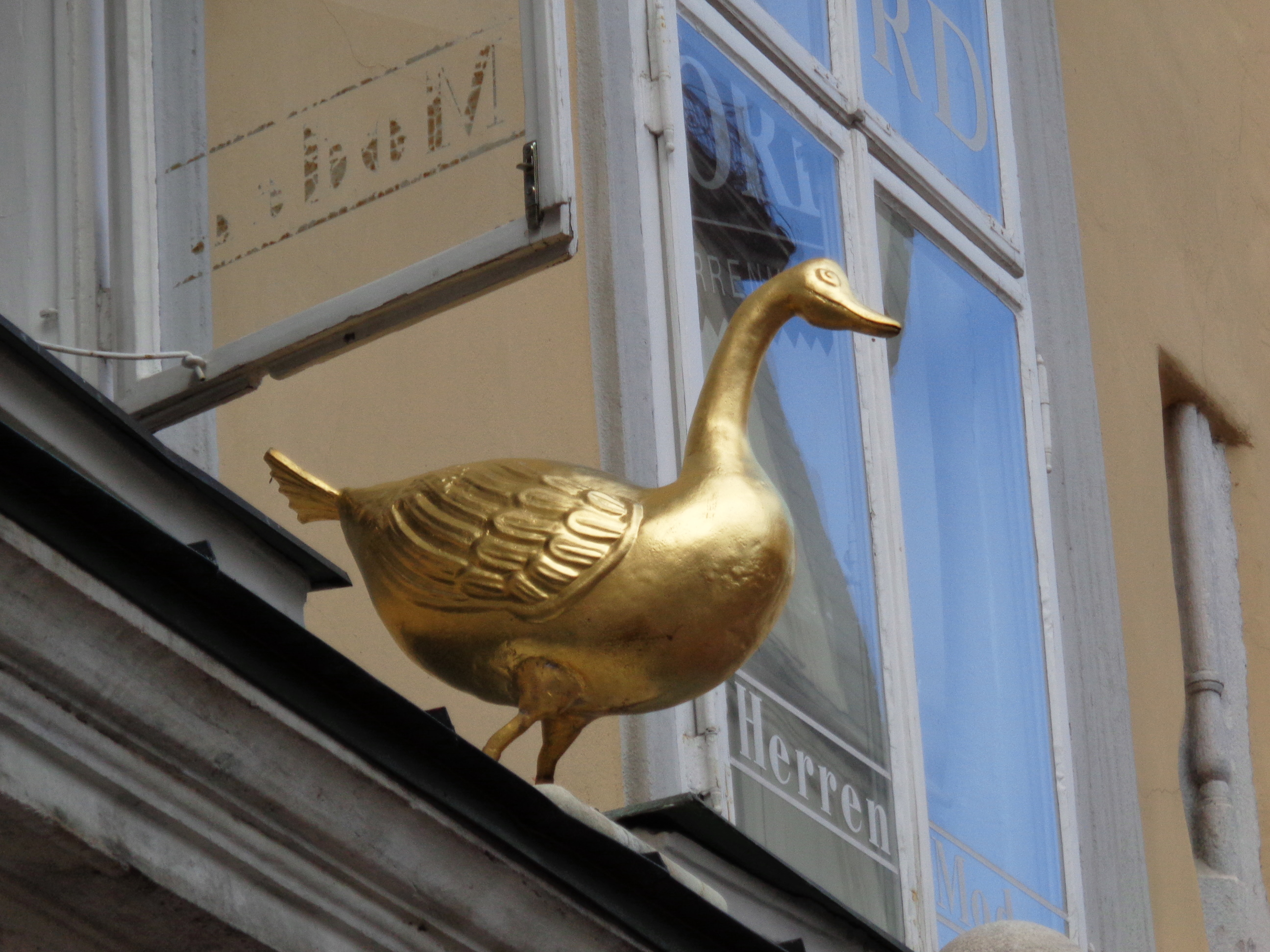
Insegna dorata raffigurante l'oca

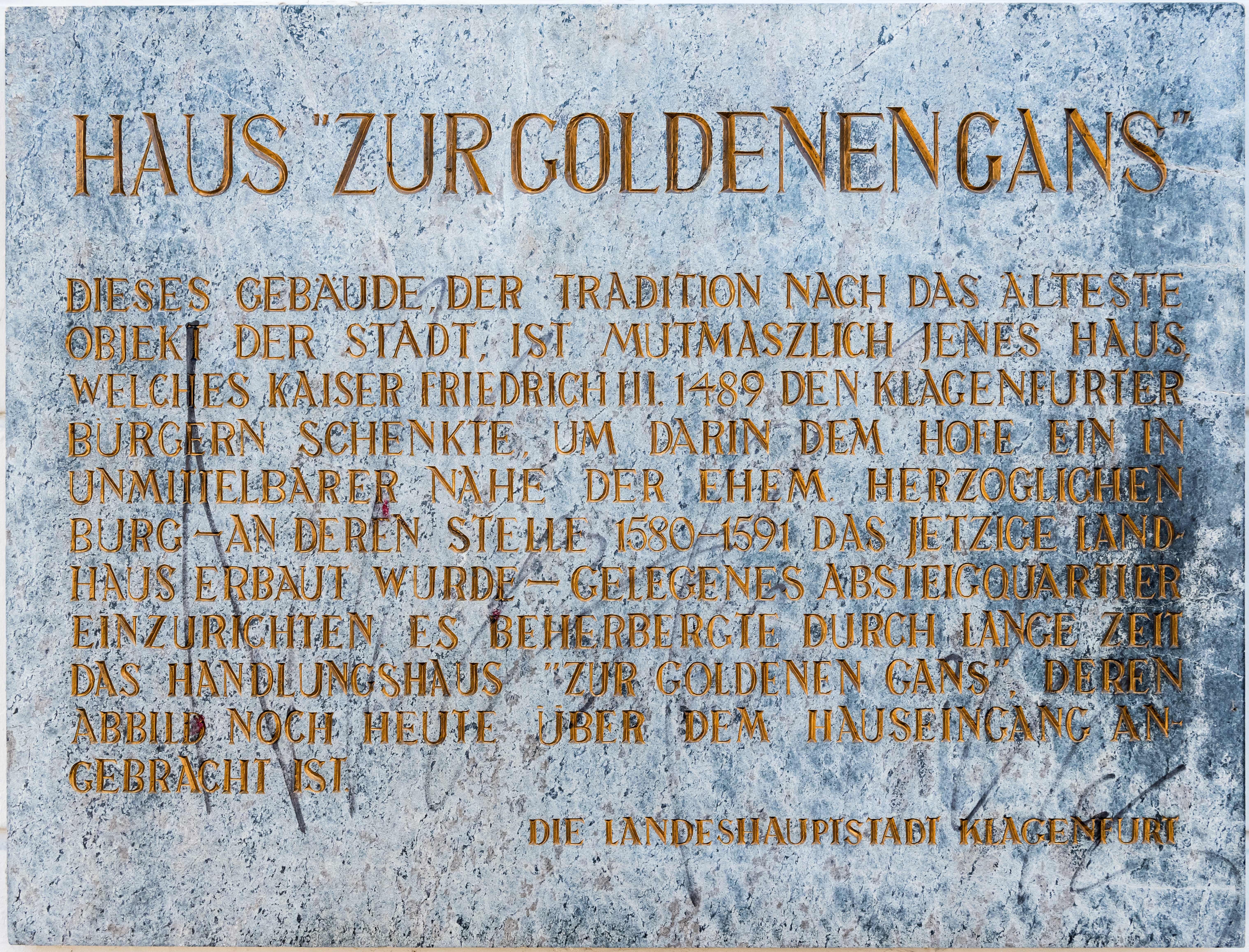
Targa che ricorda lo storico locale in Alter Platz 31 a Klagenfurt

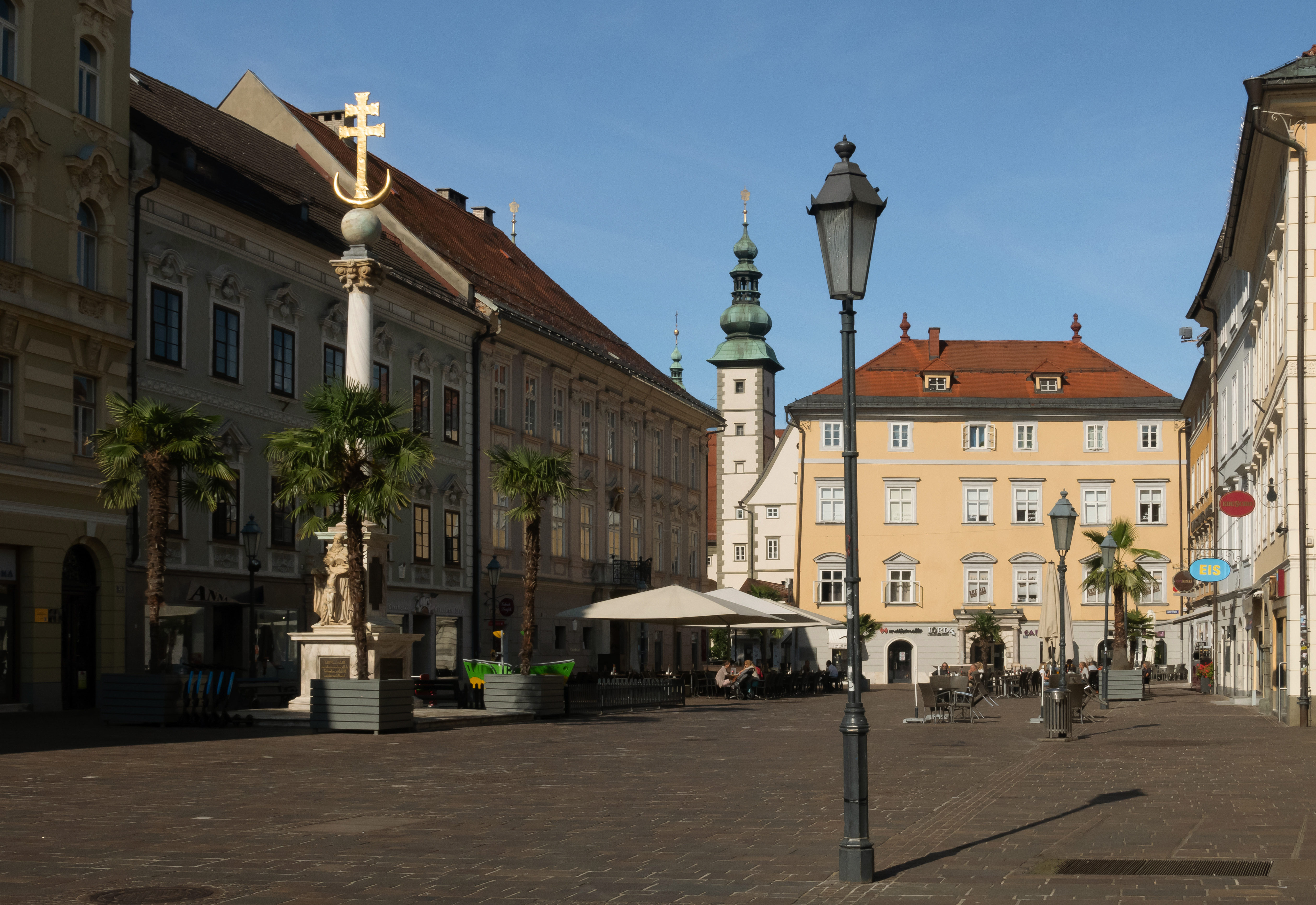
Alter Platz con Dreifaltigkeitssäule, Palazzo Goëss e Haus zur Goldenen Gans

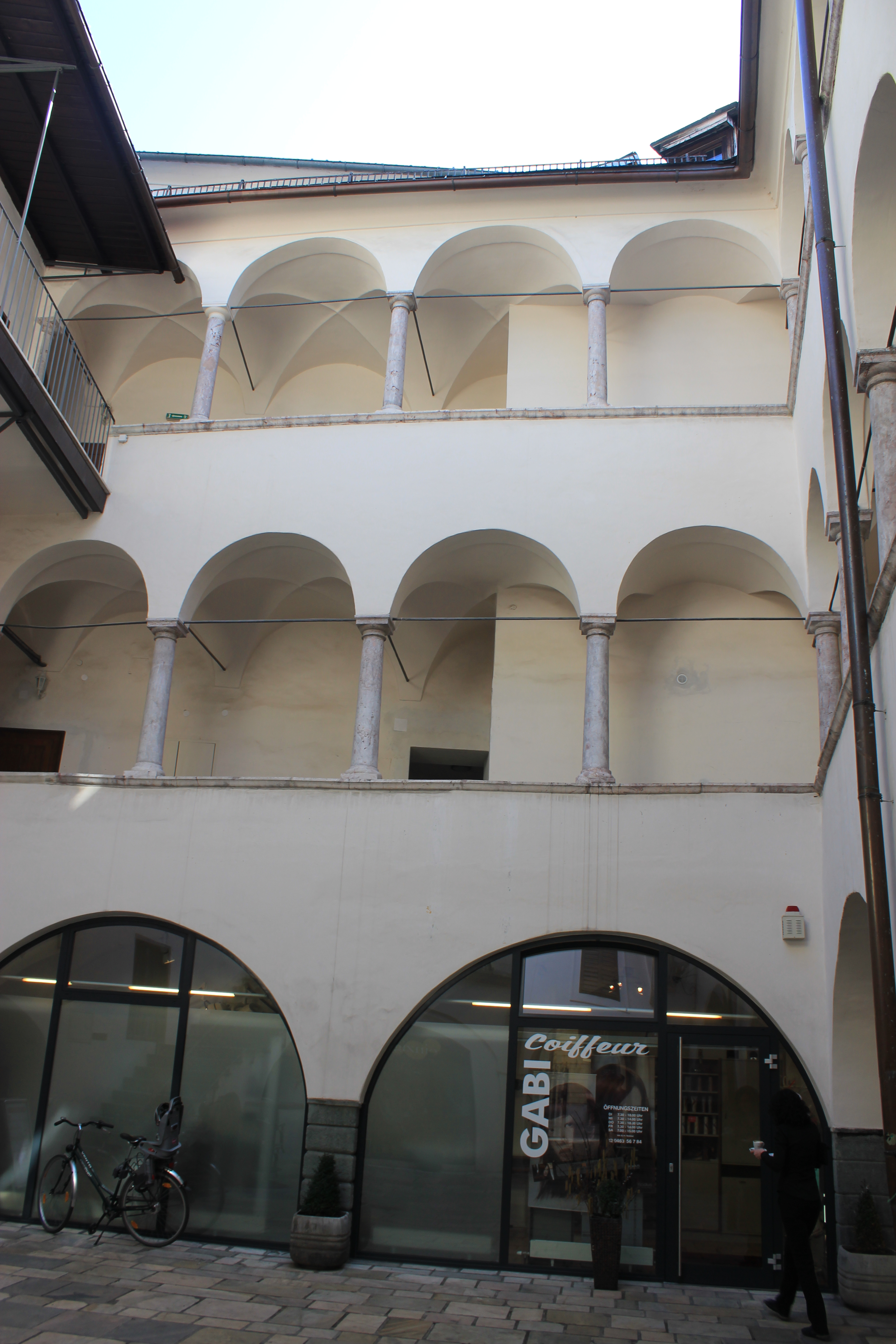
Cortile interno

La ex-Gasthof zur Goldenem Gans (o ex locanda dell'Oca d'Oro) risale alla fine del XV secolo ed è stata menzionata per la prima volta in fonti scritte nel 1489 risultando così la casa più antica di Klagenfurt. Venne eretta per volere dell'imperatore Federico III d'Asburgo forse inizialmente per suo uso privato e poi venne deciso di collocarvi il municipio cittadino e quindi probabilmente fu a lungo utilizzata a tale scopo. Nel XVI secolo la facciata interna del palazzo che si affaccia sul cortile venne completamente rifatta. Dall'inizio del XVII secolo e sino al 1877 fu la residenza dei baroni Dietrichstein. Nel 1892 sopra l'ingresso venne installata la scultura dell'Oca d'Oro per segnalare la presenza di una locanda che vi fu aperta per un certo periodo e l'edificio prese da quel momento il nome che ha conservato. L'insegna in ottone dorato nel novembre 2016 venne trafugata da ignoti ma un mese più tardi venne ritrovata a Graz in Stiria, in un ricovero per animali, e in seguito è stato ricollocata al suo posto.

## Descrizione
L'edificio si affaccia sulla Alter Platz, dove occupa tutto il lato occidentale, nel centro storico del comune austriaco di Klagenfurt am Wörthersee nel distretto di Klagenfurt-Land, in Carinzia. Il palazzo di quattro piani fiancheggia Herrengasse e Landhausof. Il piano terreno è bugnato e sul grande portale con arco a tutto sesto leggermente abbassato e incorniciato da due colonne ioniche e architrave sporgente si trova la famosa scultura in ottone dorato raffigurante l'Oca d'Oro che dalla fine del XIX secolo da il nome al palazzo. Sulla facciata meridionale si conserva un bassorilievo del XVI secolo che raffigura un centauro e una dama. Il cortile interno è porticato.

### Bene architettonico tutelato
La casa dell'oca d'oro (Haus zur Goldenen Gans) di Klagenfurt am Wörthersee è un bene sottoposto a tutela artistica in Austria col numero 34439.